# Strabo

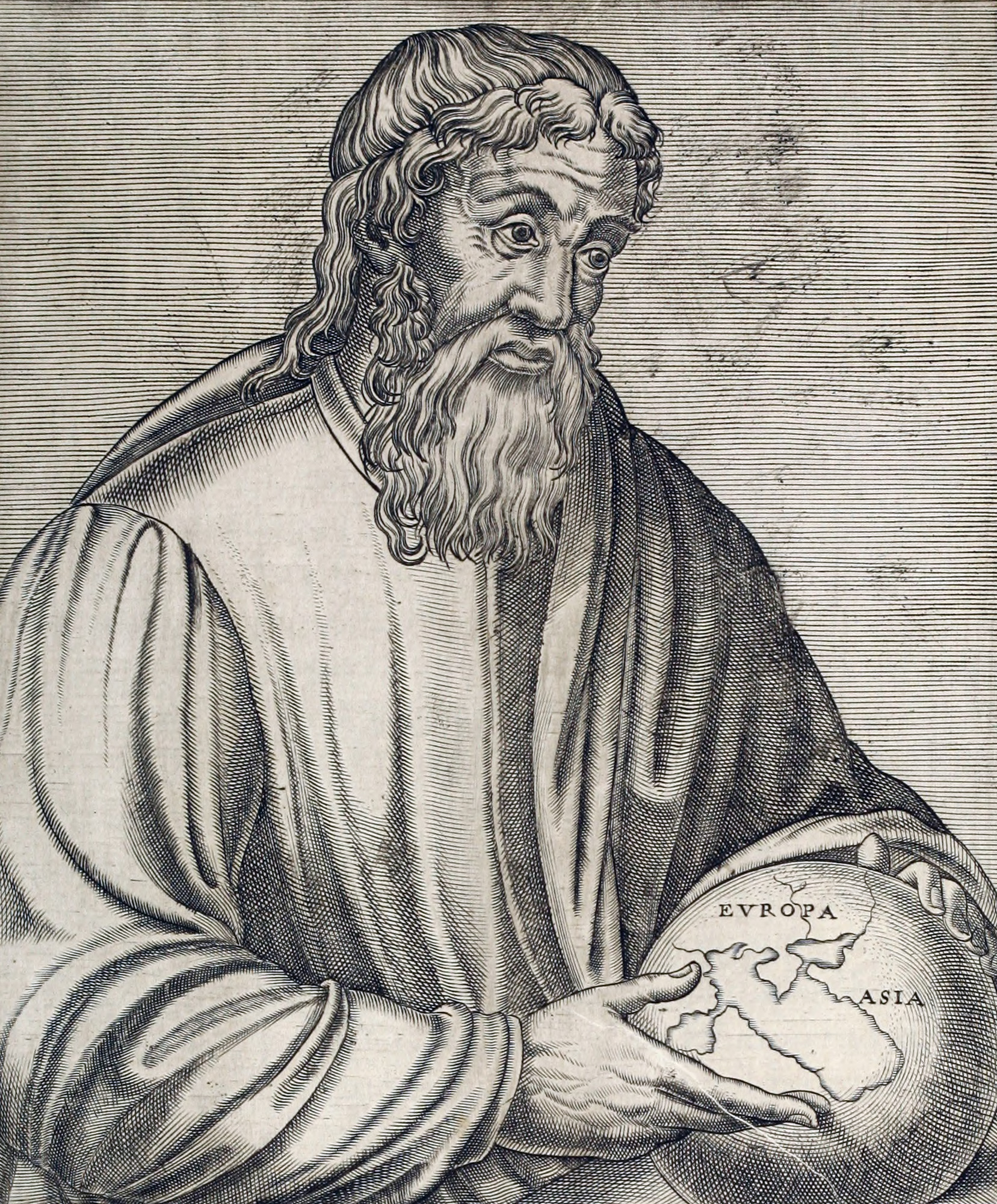
The Greek Hình Strabo trên bản khắc thế kỷ 16

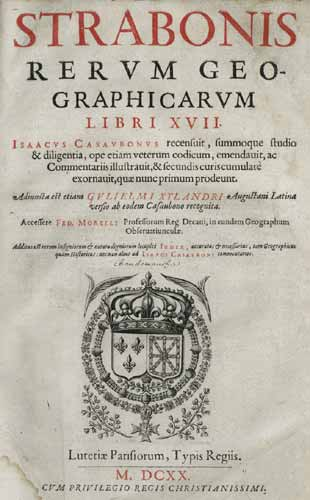
Một trang của sách Geographica do Isaac Casaubon xuất bản năm 1620

Strabo (tiếng Hy Lạp: Στράβων; sinh khoảng năm 63/64 trước Công nguyên – chết khoảng năm 24 sau Công nguyên) là một sử gia, nhà địa lý và triết gia Hy Lạp cổ đại.

## Cuộc đời
Strabo sinh trong 1 gia đình giàu có ở Amaseia vùng Pontus (nay là Amasya, Thổ Nhĩ Kỳ),, thời đó thuộc Đế quốc La Mã. Mẹ của Strabo là người Gruzia. Strabo theo học nhiều nhà địa lý và triết gia khác nhau; ban đầu học với Aristodeme of Nysa, gia sư dạy các con của Pompey, ở Caria (miền tây nam Tiểu Á), sau đó học nhà địa lý Tyrannion ở Roma. Năm 25 hoặc 24 trước Công nguyên, ông ta đi theo viên thái thú Ælius Gallus của Đế quốc La Mã du hành dọc sông Nil của Ai Cập. Sau đó Strabo còn du hành nhiều nơi, trong đó có Kush.
Về triết học, Strabo là người theo chủ nghĩa khắc kỷ (Stoicism); về chính trị, ông ta theo chủ nghĩa đế quốc La Mã.

## Tác phẩm
Sau nhiều chuyến du lịch, Strabo trở về quê và bắt đầu viết Bộ sách "Lịch sử" (tiếng Hy Lạp cổ: Ἱστορικὰ Ὑπομνήματα / Historika Upomnếmata) gồm 43 quyển, tiếp nối tác phẩm của sử gia Polybe. Bộ Lịch sử này ngày nay hầu như đã bị thất lạc hoàn toàn, dù chính ông ta có đề cập tới tác phẩm này và các tác giả cổ điển khác cũng nói tới nó. Phần duy nhất còn sót lại là mảnh rời bằng giấy papyrus, hiện do trường Đại học Milano sở hữu. (renumbered [Papyrus] 46).

## Bộ sách Địa lý
Sau đó ông ta viết Bộ sách "Địa lý" (tiếng Hy Lạp cổ: Γεωγραφικά / Geôgraphiká), được coi như bổ túc cho Bộ Lịch sử nói trên, gồm 17 quyển. Bộ Địa lý này hầu như còn nguyên vẹn, chỉ thiếu vài phần trong quyển thứ 7.
Bộ sách Địa lý được chia như sau:
- Các quyển I và II gồm phần dẫn nhập dài, trong đó Strabon tìm cách chứng minh là sử gia Ératosthène đã sai lầm, khi bác bỏ tác phẩm của Homere về góc độ địa lý.
- Các quyển III tới X mô tả châu Âu, và đặc biệt Hy Lạp cổ đại (các quyển VIII-X)
- Các quyển XI tới XIV mô tả vùng Tiểu Á
- Các quyển XV, XVI mô tả Đông phương;
- Quyển XVII mô tả châu Phi (Ai Cập và Libya).

Một số người cho rằng bản thảo đầu tiên được viết khoảng năm 7 sau Công nguyên, một số khác cho là khoảng năm 18. Ngày tháng đề cập tới lần chót là về cái chết của Juba II, vua của Maurousia (Mauretania), chết năm 23, trong đó nói là "vừa mới chết".
Căn cứ theo điều được cho là đúng, thì từ "vừa mới" nói trên, có nghĩa là xảy ra trong cùng năm (23), thì tác phẩm của Strabo kết thúc năm 23 hoặc năm sau, tức năm 24, có thể do ông ta từ trần.
Có nhiều giả thuyết về ngày tháng từ trần của Strabo, phần lớn đều cho rằng ông ta chết ngay sau năm 23.
Trong thời Dế quốc La Mã, tác phẩm của Strabo không được biết đến. Mãi đến thế kỷ thứ 5, mới được biết đến, và Strabo trở thành mẫu mực cho các nhà địa lý. Thế kỷ thứ 15, học giả người Ý Guarino Veronese đã dịch toàn bộ tác phẩm của Strabo. Các sử gia cổ điển như Wilamowitz đã nhìn nhận lợi ích của tác phẩm này. 

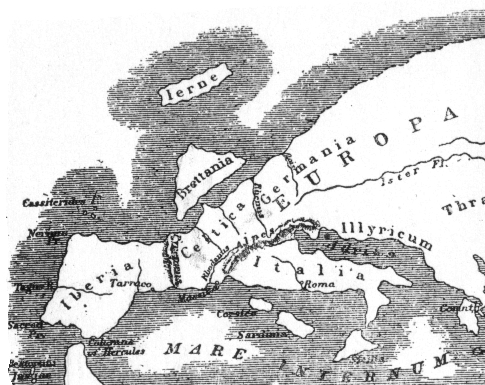
Bản đồ châu Âu Europe gồm các nơi Strabo đã đi qua

Nhờ có việc du hành nhiều nơi, Strabon cũng đã tham gia việc lập danh sách 7 kỳ quan thế giới. Ông ta mô tả như sau:

« Babylone nằm ở [...] trong 1 vùng đồng bằng. Các bờ thành của nó dài 365 stades (mỗi stade khoảng 180 m), dày 32 pieds (1 pied: hơn 30 cm) và cao 50 coudées (mỗi coudée khoảng 55 cm), xen vào là các tháp canh cao khoảng 60 coudées. Bên trên các tường thành có 1 lối đi rộng để 2 xe tứ mã có thể vượt qua nhau. Người ta biết rằng 1 tác phẩm như thế đã được xếp vào số 7 Kỳ quan thế giới. »